# Милертон (Ајова)
Милертон (енгл. Millerton) град је у америчкој савезној држави Ајова. По попису становништва из 2010. у њему је живело 45 становника.

## Демографија
Према попису становништва из 2010. у граду је живело 45 становника, што је -3 (-6.3%) становника више него 2000. године.
| Група             | 2000.       | 2010.      |
| Белци             | 48 (100.0%) | 43 (95,6%) |
| Афроамериканци    | 0 (0,0%)    | 1 (2,2%)   |
| Азијати           | 0 (0,0%)    | 0 (0,0%)   |
| Хиспаноамериканци | 0 (0,0%)    | 0 (0,0%)   |
| Укупно            | 48          | 45         |